# Eisenbahnunfall auf der Belœil-Brücke

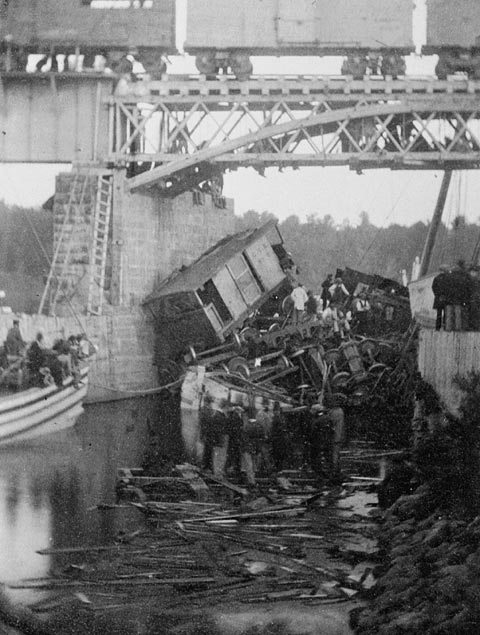
Verunglückter Zug

Beim Eisenbahnunfall auf der Belœil-Brücke in Québec übersah der Lokführer am 29. Juni 1864 ein Signal, das die Belœil-Brücke, eine Drehbrücke über den Rivière Richelieu, sichern sollte. Mindestens 99 Tote und über 100 Verletzte waren die Folge. Dies ist der bis heute schwerwiegendste Eisenbahnunfall in Kanada.

## Rahmenbedingungen
Die Bahnstrecke der Grand Trunk Railway von Montreal nach Québec querte auf der Belœil-Brücke in der Nähe des heutigen Mont-Saint-Hilaire den Rivière Richelieu, der hier etwa drei Meter tief und damals eine wichtige Wasserstraße im Güterverkehr zwischen New York und Montreal war. Eisenbahnseitig befand sich in einem Abstand von etwa 1600 Metern ein Signal, das die Brücke sichern sollte. Außerdem bestand die Vorschrift, dass Züge vor einer Drehbrücke anzuhalten waren und sich das Lokomotivpersonal davon überzeugen musste, dass die Brücke befahren werden konnte. Der Lokomotivführer war neu auf der Strecke.

## Unfallhergang
Der Zug war mit 350 bis 475 Reisenden besetzt, davon auch zahlreiche Einwanderer aus Deutschland und Polen. Er näherte sich am Unfalltag gegen 1:20 Uhr der für den Schiffsverkehr geöffneten Drehbrücke. Das Lokomotivpersonal ignorierte das „Rot“ zeigende, die Brücke sichernde Signal und fuhr ohne Halt weiter. Die Brücke war für den Schiffsverkehr geöffnet, um fünf Frachtkähne und ein Dampfschiff passieren zu lassen. So stürzten Lokomotive und elf Wagen nacheinander in den Fluss, zunächst auf einen Frachtkahn, den sie versenkten, und dann aufeinander, so dass sich die Trümmer der Fahrzeuge stapelten.

## Schlussfolgerungen
Die Schuld an dem Unfall wurde dem Lokführer und dem Zugführer gegeben, da diese nicht auf das Signal geachtet hatten.